# Harold Lawrence McPheeters
Harold Lawrence McPheeters (10 de março de 1923 - 14 de janeiro de 2021) foi um psiquiatra americano e uma figura-chave em serviços humanos, chamado de "o pai dos serviços humanos". Ele serviu como comissário do Departamento de Saúde Mental de Kentucky de 1957 a 1964.